# Tabanus nigrabdominis
Tabanus nigrabdominis är en tvåvingeart som beskrevs av Wang 1982. Tabanus nigrabdominis ingår i släktet Tabanus och familjen bromsar. Inga underarter finns listade i Catalogue of Life.